# Litodamus
Litodamus là một chi nhện trong họ Nicodamidae.